# José Vanzzino
José Vanzzino (Montevideo, 7 maggio 1893 – 29 giugno 1977) è stato un calciatore uruguaiano, di ruolo centrocampista.

## Palmarès

### Club
- Campionato uruguaiano: 8

Peñarol: 1915, 1916, 1917, 1919, 1920, 1922, 1923, 1924

### Nazionale
- Campeonato Sudamericano de Football: 3

Argentina 1916, Uruguay 1917, Argentina 1916